# 김상태 (목회자)
김상태(1957년 ~ )는 대한민국의 개신교 목사이며, 현재 만민중앙교회 마산지교회인 마산만민교회 담임목사이다.

## 학력
- 성결신학교 졸업
- 킹스웨이 대학 신학박사
- 남가주신학대학 목회학 박사
- 미드 웨스튼 대학 인문학 박사
- 훼이스 크리스챤 대학 문학 박사

## 경력

### 과거
- 예수교대한연합성결회 부총회장
- 세계복음화 중앙협의회 부회장
- 기독교세계선교부흥협의회 공동회장
- 크리스챤 가이드 사장
- 국제 목회자 협의회 회원
- 미드 웨스튼 대학 교수
- 일본 선교신학교 교수

### 현재
- 연합성결신학교 학장
- 마산만민교회 담임목사